# Sterpeta
Sterpeta  è un nome proprio di persona italiano femminile.

## Origine e diffusione

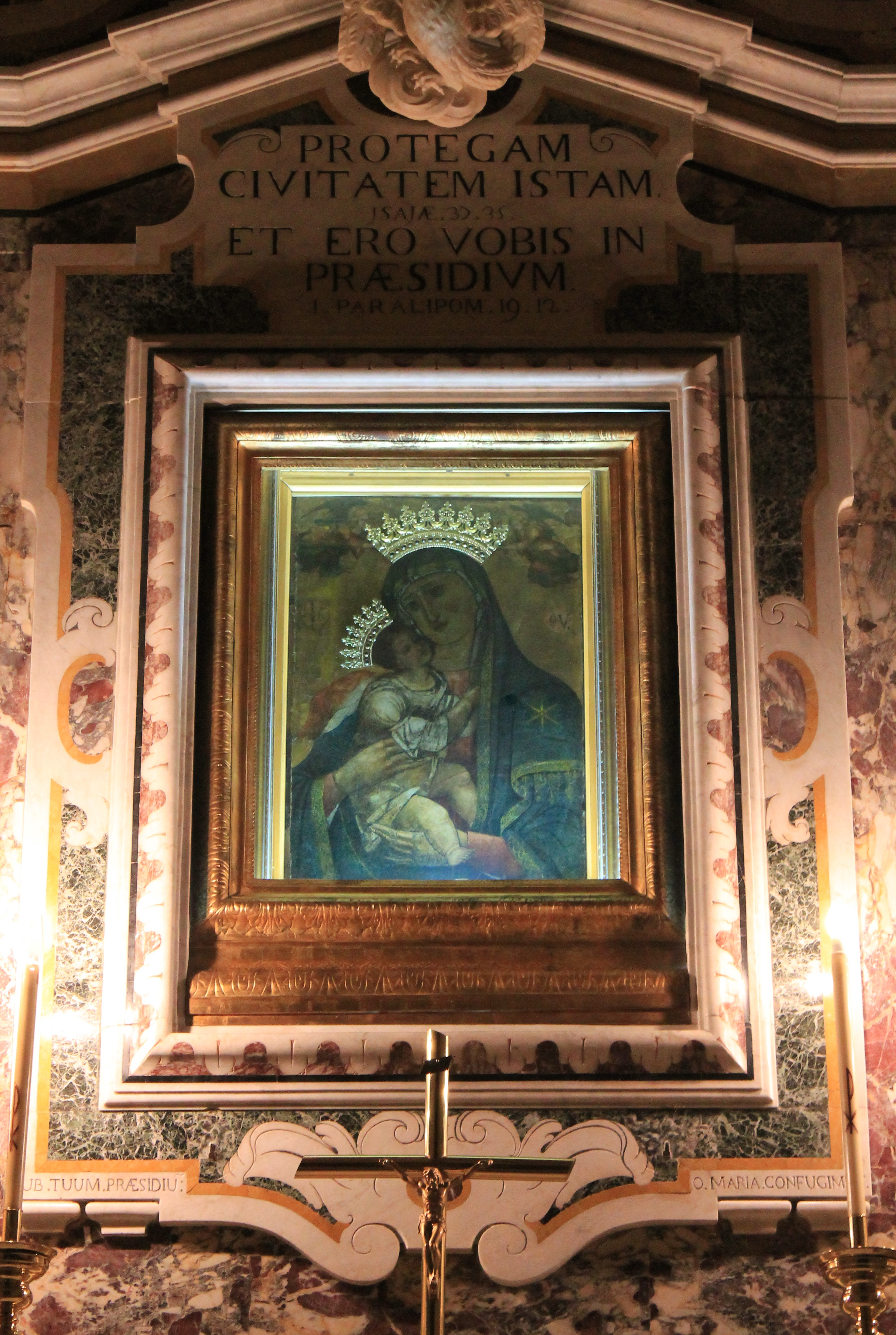
Icona della Madonna dello Sterpeto custodita nel santuario omonimo, presso Barletta

Nome assai raro, accentrato nelle province di Foggia e Bari, Sterpeta è derivato da un culto mariano, in questo caso quello della Madonna dello Sterpeto, santa patrona di Barletta; questo titolo prende il nome dal luogo (in latino Stirpibus refertus, cioè "pieno di sterpi") in cui fu ritrovata l'Icona che attualmente è custodita nel Santuario.
Rappresenta quindi uno dei molti nomi italiani che ha le sue radici nel culto della Madonna. Fra gli altri si ricordano Nives, Addolorata, Consolata, Rosario e Catena. Si può inoltre considerare analogo, dal punto di vista semantico, al nome basco Arantzazu.

## Onomastico
L'onomastico si festeggia il giorno della solennità della Beata Vergine Maria dello Sterpeto, che è l'8 maggio (mentre la festa patronale è fissata per la seconda domenica di luglio).